# Grochowe
Grochowe – wieś w Polsce, położona w województwie podkarpackim, w powiecie mieleckim, w gminie Tuszów Narodowy.
W latach 1975–1998 wieś administracyjnie należała do województwa rzeszowskiego.
Wierni Kościoła rzymskokatolickiego należą do parafii Matki Bożej Wspomożenia Wiernych w Tuszowie Narodowym.

## Integralne części wsi
| SIMC    | Nazwa       | Rodzaj    |
| ------- | ----------- | --------- |
| 0665136 | Antońka     | część wsi |
| 0665142 | Chruściele  | część wsi |
| 0665159 | Dęby        | część wsi |
| 0665165 | Frask       | część wsi |
| 0665171 | Goźlin      | część wsi |
| 0665188 | Kozikówka   | część wsi |
| 0665194 | Krokusie    | część wsi |
| 0665202 | Matysy      | część wsi |
| 1042762 | Pod Karczmą | część wsi |
| 0665219 | Światy      | część wsi |
| 0665225 | Trele       | część wsi |
| 0665231 | Węglarka    | część wsi |

## Charakterystyka wsi
Wieś Grochowe administracyjnie składa się z sołectw: Grochowe I i Grochowe II. Powierzchnia Grochowego wynosi 760,4609 ha. Liczba mieszkańców wsi w 2011 wynosiła 908 osób.
Przez Grochowe przebiega szlak turystyczny, rozpoczynający się przy domu urodzin generała Sikorskiego w Tuszowie Narodowym i prowadzący do rezerwatów w Puszczy Sandomierskiej oraz na płaskowyż kolbuszowski. Szlak został wytyczony przez przewodnika turystycznego Henryka Kardysia z Mielca.
W miejscowości mieści się szkoła podstawowa oraz dwa Domy Strażaka - w każdym z sołectw po jednym. Inicjatorem życia kulturalnego jest Wiejski Dom Kultury. Wieś jest zgazyfikowana, posiada dostęp do telefonii stacjonarnej i wodociągu.

## Rys historyczny
Wieś Grochowe powstała w okresie pomiędzy 2 połową XVI a 1 połową XVII wieku drogą kolonizacji wewnętrznej, wskutek trzebieży lasów Puszczy Sandomierskiej i zwała się wtedy Grochowo. W świetle Lustracji dóbr królewskich z lat 1660 do 1664 klucz tuszowski, należący do starostwa sandomierskiego, tworzyły oprócz Grochowego wsie: Tuszów z folwarkiem, część Jaślan, Pławo z folwarkiem, Wola Pławska, Padew z folwarkiem, Zachwiejów i Ostrów. Z zapisów wynika, że we wsi Grochowo istniała karczma.
Według Słownika Geograficznego w końcu XIX wieku wieś należała do parafii w Chorzelowie, Sądu Powszechnego w Mielcu i Urzędu Pocztowego w Mielcu. Zamieszkiwało wówczas we wsi 752 mieszkańców. We wsi funkcjonowała szkoła ludowa jednoklasowa oraz gminna kasa pożyczkowa. W okresie międzywojennym funkcjonowała we wsi szkoła powszechna.